# Folk Team
Folk Team je hudební skupina z Brna. Hraje folkovou muziku, ovlivněnou rockem i šansonem, s výraznými prvky folk rocku.

## Historie
Kapela vznikla koncem roku 1973. Jejím základem bylo duo Pavel Kopřiva (housle) a Roman Venclovský (kytara, zpěv). V roce 1974 se po příchodu Tomáše Úlehly (klávesové nástroje, harmonika, flétna, zpěv) kapela rozšířila na trio, vystupující pod názvem Folk T (team). Po mnoha personálních změnách, kdy došlo k dalšímu navýšení počtu členů skupiny, se kapela přejmenovala na Folk Team. Autorské texty doplňovaly zhudebněné básně Josefa Kainara, Jiřího Ortena nebo Václava Hraběte.
V roce 1983 do skupiny nastoupil kytarista a zpěvák Ivan Huvar (povoláním lékař), který se stal i autorem nových textů. Písně dvojice Ivan Huvar a Roman Venclovský byly oceněny autorskou Portou na festivalu Porta – v roce 1985 za skladbu „Člověk je jako den“ a v roce 1986 za píseň „Ptačí song“. V roce 1989 se kapela elektrifikovala a přibyla rytmická sekce – baskytara a bicí.

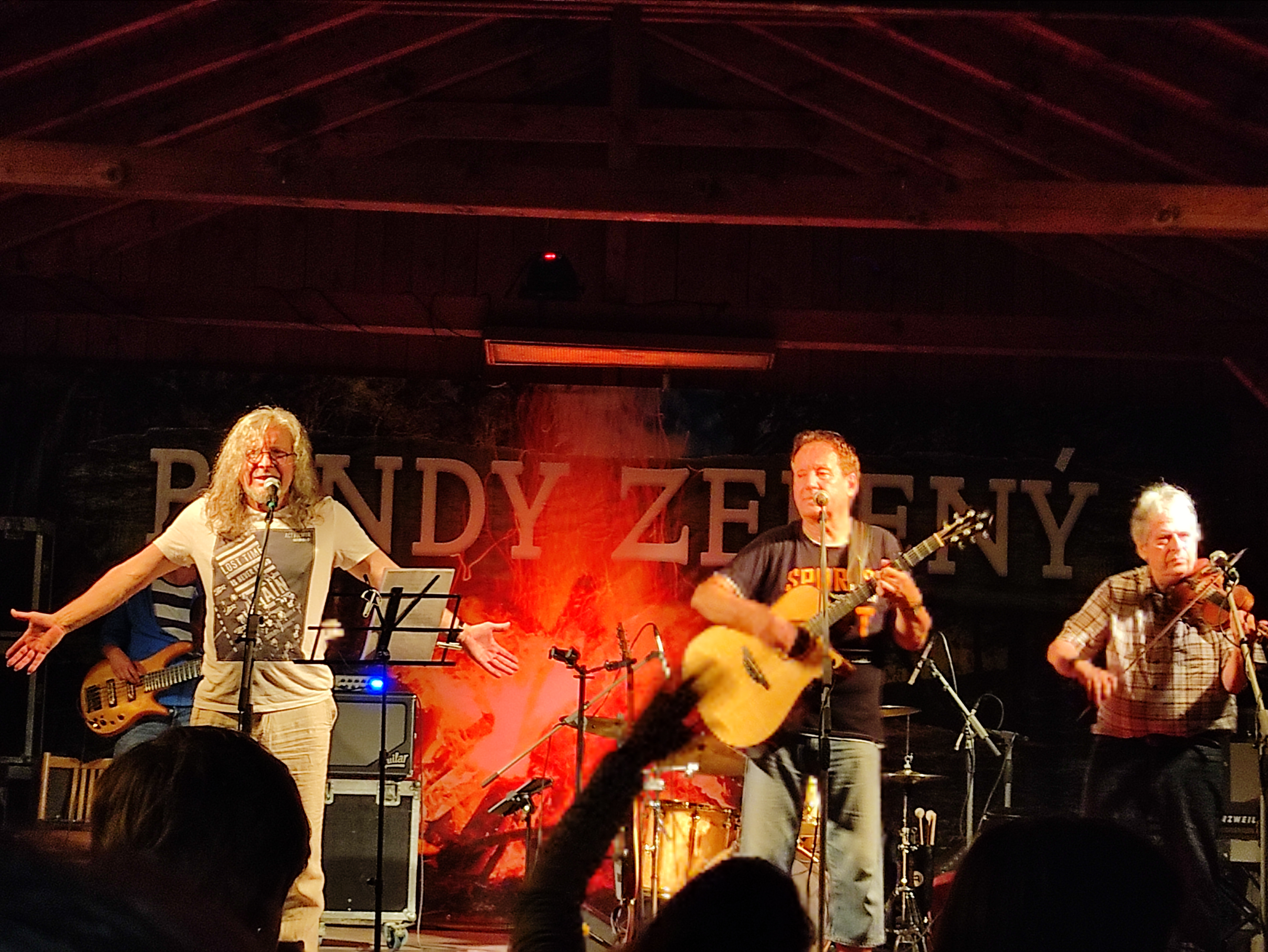
Folk Team 2023

K 50. výročí činnosti kapely vysílala Česká televize záznam koncertu z brněnského klubu Metro Music Bar; rovněž s členy kapely natočila dokument Trochu jsme zestárli, lásko. Rozhovor s kapelníkem Pavlem Kopřivou přinesly v září 2023 Novinky.cz.

## Další aktivity členů kapely
Pavel Kopřiva, rodák z Brna, byl dvacet let organizátorem folkového Festivalu Slunce ve Strážnici. Poslední ročník proběhl roku 2021.V současné době se věnuje svému hudebnímu vydavatelství FT Records a pořádání festivalů v Brně (Brněnská Country Fontána, Brněnský Beatfest, Ozvěny Beatfestu, Folkové léto Řečkovice) 
MUDr. Ivan Huvar dosud působí jako lékař v Brně. Vydal v roce 2021 knihu písňových textů I ty v tom filmu musíš hrát.

## Diskografie

### Alba
- Folk Team – 1989 Panton
- Všechna ta smutná hudba – 1991 Mua Brno, 2010 FT Records
- Otevřete! Jsou tady lidé… – 1993 Monitor, 2003 FT Records
- Rarhity – 1996 FT Records
- Velký prachy – 2000 Venkow Records
- 30 let Live – 2004 FT Records
- Toulavý stín – 2010 FT Records (1. album z roku 1989 + 7 live bonusů)[13]
- Nebudu – 2012 Indies Records, 2022 FT Records
- 40 let Live - 2014 FT Records
- Folk Team - Jako živý - 2015 FT Records
- Folkařovo blues – 2021 FT Records (demosnímky a nevydané studiové nahrávky)
- Krabice plná Folk Teamu  - 2023 (7 CD) FT Records
- Folk Team - The Best OF - 2023 FT Records

### DVD
- Jako živí – 2014 (live + CD) FT Records